# Pertusaria californica
Pertusaria californica är en lavart som beskrevs av Dibben. Pertusaria californica ingår i släktet Pertusaria och familjen Pertusariaceae.   Inga underarter finns listade i Catalogue of Life.